# 2143 Джимарнольд
2143 Джимарнольд (2143 Jimarnold) — астероїд головного поясу, відкритий 26 вересня 1973 року.
Тіссеранів параметр щодо Юпітера — 3,555.